# George Lazenby
George Robert Lazenby (Goulburn, New South Wales, 5 september 1939) is een Australisch acteur en model. Hij is het bekendst als eenmalige vertolker van de rol van James Bond, in On Her Majesty's Secret Service (1969).

## Biografie
Op zijn 18e ging Lazenby als dienstplichtig militair in het Australische leger. Daar was hij lid van de Special Forces, een elite commando-eenheid. Later werkte Lazenby als sportinstructeur bij het leger, in welke functie hij soldaten trainde in vechtsport. Nadat hij in 1961 uit militaire dienst kwam werkte hij als autodealer. Lazenby bleef deze baan behouden totdat hij in 1964 ontdekt werd door een modellenbureau. Korte tijd later kreeg Lazenby een lucratief contract bij een Britse modeketen en hij vertrok naar het Verenigd Koninkrijk. Binnen korte tijd groeide hij uit tot het best betaalde topmodel van Europa.

## James Bond
Rond deze periode stopte Sean Connery met het spelen van James Bond. De producenten gingen op zoek naar een vervanger en kwamen per toeval in aanraking met Lazenby. Producent Albert R. Broccoli zat namelijk in een restaurant aan een tafel naast die van Lazenby. Hij merkte toen dat Lazenby grote overeenkomsten met de beroemde Britse spion vertoonde.
De producent gaf Lazenby z'n visitekaartje waarna Lazenby auditie deed. Tijdens de audities werd Lazenby vooral uitgekozen omdat hij een expert was in de vele vechtscènes die de film vereiste. Tijdens een van deze gevechten brak hij zelfs de neus van een stuntman. Terwijl de producenten dolenthousiast met hun nieuwe acteur waren, konden de critici de keuze niet begrijpen: waarom kies je een fotomodel die behalve een paar reclamespotjes geen enkele acteerervaring heeft?
On Her Majesty's Secret Service werd uiteindelijk geen groot succes. De acteur besloot daarom om op te stappen, hoewel de producenten wél erg tevreden waren over Lazenby's acteerprestaties en hem een contract voor zeven andere Bondfilms aanboden. Lazenby was echter van mening dat, in de hoogtijdagen van het hippietijdperk, niemand zat te wachten op een smoking dragende geheim agent. Volgens hem was de Bond-reeks gedoemd te mislukken en lag voor hem elders een gouden carrière in het verschiet. Nog meer Bondfilms zou zijn carrière alleen maar ophouden.
Later zou echter het tegenovergestelde waar worden: de Bondfilms groeiden uit tot een zeer succesvolle filmreeks terwijl Lazenby's carrière mislukte.
Filmkenners beoordelen Lazenby als een van de betere Bondacteurs: Lazenby speelde de rol al aardig en zou waarschijnlijk in zijn rol zijn gegroeid als hij meer Bondfilms had gemaakt. De reden van de tegenvallende resultaten van On Her Majesty's Secret Service lagen, volgens filmkenners, dan ook niet in het acteerwerk van Lazenby maar meer in het feit dat de film totaal afwijkt van de gebruikelijke Bondformule.

## Na de Bondfilm
Na On Her Majesty's Secret Service is er nog maar weinig vernomen van de Australische acteur. Hij speelde nog in een aantal Hongkong-actiefilms en in de jaren negentig dook hij op als Mario in de erotische Emmanuelle-films met Sylvia Kristel. Naar eigen zeggen draagt hij het juk 'James Bond' nog altijd met zich mee. Daarom laat hij zich ook goed betalen als hij komt opdraven voor een signeersessie, interview of wat dan ook met de Bondfilms te maken heeft.
In 1999-2000 vertolkte Lazenby de rol van Major Charles in de tv-serie The Pretender.
Lazenby maakte in 2024 bekend dat hij stopte met acteren en zich terugtrok uit het publieke leven.

## Privéleven
Van 1971 tot 1995 was Lazenby getrouwd met Christina Gannett, met wie hij twee kinderen kreeg. Zijn zoon overleed in 1994 op 20-jarige leeftijd aan een hersentumor. Lazenby trouwde in 2002 met voormalige tennisster Pam Shriver. Samen hebben ze drie kinderen. Augustus 2008 vroeg Shriver de echtscheiding aan.
Op financieel gebied ging het stukken beter met Lazenby: hij begon een handel in aandelen en werd in de jaren tachtig multi-miljonair. Lazenby bezit een ranch in Arizona, een landhuis in Australië, een villa in Los Angeles en appartementen in Londen en New York. Hij houdt zich bezig met dure sporten als auto- en motorracen, paardrijden, zeilen, golf en tennis.

## Filmografie
- Biblioteca Nacional de España: XX1277996
- Bibliothèque nationale de France: cb14036648f (data)
- Gemeinsame Normdatei: 102691227X
- International Standard Name Identifier: 0000 0001 1950 5883
- Library of Congress Control Number: no97039148
- MusicBrainz: 2a979abd-1d8e-4cf6-bbe5-f46a835c2a48
- Nationale Bibliotheek van Tsjechië: xx0164276
- Nationale Bibliotheek van Israël: 987012384950005171
- Nationale Bibliotheek van Polen: a0000001683133
- Nederlandse Thesaurus van Auteursnamen: 071350810
- Istituto Centrale per il Catalogo Unico: UBOV493709
- SNAC: w6nk74fq
- Système universitaire de documentation: 237193124
- Virtual International Authority File: 64206618
- WorldCat: E39PBJdx6GKcKPrhT6DVccqbBP